# فیم
فیم (به فرانسوی: Fismes) شهری کوچک در شمال شرق فرانسه در گرانت است از توابع مارن (شهر) است. رودخانهٔ وِل (vɛl] (Vesle] از آن می‌گذرد. این شهر بین رنس (Reims) و سوآسون (Soissons) قرار دارد. از ۲۰۰۸ کمون فیم در عرصهٔ تولید شراب و شامپانی جایگاه خاصی پیدا کرده‌است.